# Regiunile Finlandei
Finlanda este divizată în 19 regiuni administrative (în finlandeză maakunta, în suedeză landskap), incluzând și Insulele Åland. Regiunile sunt subdiviziuni ale celor cinci provincii finlandeze și sunt guvernate de consilii regionale care au ca rol principal cooperarea dintre municipalitățile componente. Doar într-o singură regiune (Kainuu) au loc alegeri pentru consiliul regional, în celelalte cazuri membrii consiliului sunt numiți de către municipalități. Spre deosebire de provincii care sunt diviziuni administrative pure, regiunile reprezintă mai bine variațiile economice, culturale și dialectale ale Finlandei. Un caz aparte îl reprezintă insulele autonome Åland (Ålands län, Ahvenanmaa) care până în anul 1918 au făcut parte din regiunea „Turku și Pori”, iar între anii 1918-2009 au constituit regiunea Åland (Ahvenanmaan lääni).
Începând cu data de 01.01.2011 regiunea Uusimaa de Est face parte din Uusimaa.
| Idx | Regiune                    | Reședință    | Populație | Nume în finlandeză | Nume în suedeză       | Provincie        | Harta |
| --- | -------------------------- | ------------ | --------- | ------------------ | --------------------- | ---------------- | ----- |
| 1   | Laponia                    | Rovaniemi    | 183.318   | Lappi              | Lapland               | Laponia          |       |
| 2   | Ostrobotnia de Nord        | Oulu         | 397.964   | Pohjois-Pohjanmaa  | Norra Österbotten     | Finlanda de Nord |       |
| 3   | Kainuu                     | Kajaani      | 81.232    | Kainuu             | Kajanaland            | Finlanda de Nord |       |
| 4   | Carelia de Nord            | Joensuu      | 165.869   | Pohjois-Karjala    | Norra Karelen         | Finlanda de Est  |       |
| 5   | Savonia de Nord            | Kuopio       | 248.143   | Pohjois-Savo       | Norra Savolax         | Finlanda de Est  |       |
| 6   | Savonia de Sud             | Mikkeli      | 153.715   | Etelä-Savo         | Södra Savolax         | Finlanda de Est  |       |
| 7   | Ostrobotnia de Sud         | Seinäjoki    | 193.735   | Etelä-Pohjanmaa    | Södra Österbotten     | Finlanda de Vest |       |
| 8   | Ostrobotnia                | Vaasa        | 179.140   | Pohjanmaa          | Österbotten           | Finlanda de Vest |       |
| 9   | Pirkanmaa                  | Tampere      | 491.743   | Pirkanmaa          | Birkaland             | Finlanda de Vest |       |
| 10  | Satakunta                  | Pori         | 226.537   | Satakunta          | Satakunda             | Finlanda de Vest |       |
| 11  | Ostrobotnia Centrală       | Kokkola      | 68.504    | Keski-Pohjanmaa    | Mellersta Österbotten | Finlanda de Vest |       |
| 12  | Finlanda Centrală          | Jyväskylä    | 274.409   | Keski-Suomi        | Mellersta Finland     | Finlanda de Vest |       |
| 13  | Finlanda Proprie           | Turku        | 467.245   | Varsinais-Suomi    | Egentliga Finland     | Finlanda de Vest |       |
| 14  | Carelia de Sud             | Lappeenranta | 133.249   | Etelä-Karjala      | Södra Karelen         | Finlanda de Sud  |       |
| 15  | Päijänne Tavastia          | Lahti        | 202.204   | Päijät-Häme        | Päijänne Tavastland   | Finlanda de Sud  |       |
| 16  | Kanta-Häme                 | Hämeenlinna  | 175.253   | Kanta-Häme         | Egentliga Tavastland  | Finlanda de Sud  |       |
| 17  | Uusimaa                    | Helsinki     | 1.550.362 | Uusimaa            | Nyland                | Finlanda de Sud  |       |
| 18  | Uusimaa de Est (1998-2010) | Porvoo       |           | Itä-Uusimaa        | Nyland                | Finlanda de Sud  |       |
| 19  | Kymenlaakso                | Kotka        | 181.775   | Kymenlaakso        | Kymmenedalen          | Finlanda de Sud  |       |
| 20  | Åland                      | Mariehamn    | 28.361    | Ahvenanmaa         | Åland                 | Insulele Åland   |       |